# Europa Cup (korfbal) 2001
De Europacup korfbal 2001 was de 16e editie van dit internationale zaalkorfbaltoernooi.

## Deelnemers

### Poule A
| Club                      | Plaats              | Poule |
| ------------------------- | ------------------- | ----- |
| Die Haghe                 | Den Haag            | A     |
| Benfica                   | Lissabon            | A     |
| KC Slavia Havířov         | Havířov             | A     |
| Sant Llorenç Korfbal Club | Sant Llorenç Savall | A     |

### Poule B
| Club         | Plaats         | Poule |
| ------------ | -------------- | ----- |
| AKC          | Antwerpen      | B     |
| Grün-Weiss   | Castrop-Rauxel | B     |
| AWF Warszawa | Warschau       | B     |
| Mitcham      | Londen         | B     |

## Poulefase Wedstrijden

### Poule A
| Thuisploeg     |   | Uitploeg       | Uitslag |
| -------------- | - | -------------- | ------- |
| Die Haghe      | - | Benfica        | 35-11   |
| St Llorenc     | - | Slavia Havířov | 10-25   |
| Die Haghe      | - | Slavia Havířov | 30-15   |
| St Llorenc     | - | Benfica        | 17-13   |
| St Llorenc     | - | Die Haghe      | 11-32   |
| Slavia Havířov | - | Benfica        | 24-18   |

### Poule B
| Thuisploeg   |   | Uitploeg     | Uitslag |
| ------------ | - | ------------ | ------- |
| AWF Warszawa | - | AKC          | 9-29    |
| Mitcham      | - | Grün-Weiss   | 11-21   |
| AKC          | - | Grün-Weiss   | 26-11   |
| Mitcham      | - | AWF Warszawa | 16-18   |
| AKC          | - | Mitcham      | 27-10   |
| Grün-Weiss   | - | AWF Warszawa | 19-18   |

## Finales
| 7e&8e plaats |         |    |
|              |         |    |
| A4           | Benfica | 11 |
| B4           | Mitcham | 10 |

| 5e&6e plaats |              |    |
|              |              |    |
| A3           | St Llorenc   | 14 |
| B3           | AWF Warszawa | 20 |

| 3e&4e plaats |                |    |
|              |                |    |
| A2           | Slavia Havířov | 15 |
| B2           | Grün-Weiss     | 17 |

| Finale |           |    |
|        |           |    |
| A1     | Die Haghe | 19 |
| B1     | AKC       | 16 |

| Kampioen EuropaCup 2001 |
| ----------------------- |
| Die Haghe Eerste titel  |

## Eindklassement
| Positie | Club           |
| ------- | -------------- |
| Goud    | Die Haghe      |
| Zilver  | AKC            |
| Brons   | Grün-Weiss     |
| 4       | Slavia Havířov |
| 5       | AWF Warszawa   |
| 6       | St Llorenc     |
| 7       | Benfica        |
| 8       | Mitcham        |